# Cartagena, Chile
Cartagena este o comună din provincia San Antonio, regiunea Valparaíso, Chile, cu o populație de 17.978 locuitori (2012) și o suprafață de 245,9 km2.